# 高品城
高品城（たかしなじょう）は、現在の千葉県千葉市若葉区高品町にあった日本の城。

## 歴史・沿革
築城時期は不明であるが、千葉の中心部から本佐倉城に続く北年貢道と呼ばれる古道沿いに位置し、後期千葉氏の拠点を守る最前線の城として機能していたと考えられる。
千葉氏は本佐倉城に移った後も、千葉妙見宮（千葉神社）で元服を行うことを原則としており、千葉昌胤の元服のときには妙見宮に近い「高篠」に立ち寄って、命名のためのくじをひき、装束や隊列を整えたという記録が残っている。「高篠」は高品の旧名である。
このとき、重要な役割を担った安藤豊前守が城主、またはその一族と考えられている。
城跡の西側には、安藤勘解由が開基した等覚寺という寺院がある。本尊である千葉市指定文化財の薬師如来座像には銘文が残り、城主と思われる勘解由以下30人以上の協力によって1571年に作られたものであることがわかる。

## 遺構
堀切や空堀、切通し、土塁などが一部に残っている。

## アクセス
- 京葉道路貝塚インターチェンジより車で5分。
- JR総武本線東千葉駅より徒歩15分。